# Dannstadt-Schauernheim
Dannstadt-Schauernheim település Németországban, Rajna-vidék-Pfalz tartományban. Lakosainak száma 7462 fő (2023. december 31.).

## Népesség
A település népességének változása:
| Lakosok száma | 5013 | 7093 | 7357 | 7463 | 7455 | 7500 | 7462 |
|               | 1975 | 2015 | 2017 | 2019 | 2021 | 2022 | 2023 |